# Левенсон Соломон Данилович
Соломон Данилович Левенсон (1895, Одеса — 1956, Одеса) — український радянський вчений у галузі теплофізики та технічної термодинаміки. Засновник одеської школи енергетиків холодильного профілю.

## Біографія
Народився в Одесі в сім'ї присяжного маклера Данила Соломоновича Левенсона (1856-?). 1921 року закінчив енергетичний факультет Одеського політехнічного інституту і був залишений працювати на кафедрі теплотехніки, вже до 1930 року пройшовши шлях від лаборанта до професора та завідувача кафедри. У 1930 році одночасно став першим завідувачем кафедри загальної теплотехніки створеного на основі суднобудівного факультету Індустріального інституту Інституту інженерів водного транспорту (цією кафедрою, згодом перейменованої на кафедру двигунів внутрішнього згоряння, Левенсон керував з 1930 до 1956 року) та беззмінним директором також створеного ним на основі Індустріального інституту Українського науково-дослідного холодильного інституту (УкрНДХІ, 1930—1943).
У 1935 році у зв'язку з введенням ВАК СРСР йому було знову присвоєно звання професора по кафедрі двигунів внутрішнього згоряння і ступінь кандидата технічних наук без захисту дисертації.
Займався розробкою теорії зворотних (холодильних) циклів та теорією теплових насосів на основі термодинамічного методу дослідження. В УкрНДХІ під його керівництвом (1930—1943) проводилися роботи з розробки абсорбційних установок, систем термоізоляції, вивчення бінарних холодильних циклів та інших аспектів холодильної техніки. З ім'ям Левенсона пов'язують появу цілого покоління одеської термодинамічної школи. Серед учнів — Володимир Мартиновський, Яків Казавчинський, Давид Гохштейн, Борис Блієр, Сергій Чуклін, Борис Мінкус та інші.

## Сім'я
- Племінниця — поетеса та прозаїк Софія Шапошникова.
- Двоюрідний брат — дитячий письменник Корній Чуковський. Сином двоюрідної сестри був математик Володимир Рохлін.

## Публікації
- Г. Дуббель. Двигатели внутреннего сгорания Пер. под ред. инж. М. П. Зельдовича и К. В. Кохановского. С предисл. и примеч. доц. С. Д. Левенсона. В 2-х томах. Одесса: Одесполиграф, 1927; 2-е изд. — там же, 1928.
- Проблемы централизации производства холода. Под редакцией проф. С. Д. Левенсона. Одесса: 6 республиканская полиграфическая фабрика им. К. Маркса, 1936. — 150 с.
- С. Д. Левенсон, В. С. Мартыновский. Судовые холодильные установки. М.—Л.: Морской транспорт, 1948. — 411 с.; Chłodnicze urządzenia okrętowe (на польском языке). Warszawa: Wyd-wa komunikacyjne, 1953. — 364 с.
- С. Д. Левенсон, А. Е. Ниточкин, А. А. Лурье. Правила обслуживания судовых холодильных установок и ухода за ними. Министерство морского флота СССР. М.—Л.: Морской транспорт, 1948. — 83 с.